# 政府間開発機構
政府間開発機構（せいふかんかいはつきこう、英：Inter Governmental Authority on Development、略称：IGAD）は、東アフリカ各国を中心にして1996年に設立された地域機構である。

## 概要
1986年に、旱魃対策や食糧安全保障を目的として、政府間旱魃対策開発機構が設立された。これに国境貿易促進や紛争抑止を機能として追加し、1996年に新たに発足したのが政府間開発機構である。
加盟国はケニア、スーダン、ウガンダ、エチオピア、エリトリア、ジブチ、ソマリアの7か国で、事務局はジブチに置かれている。

## 地域内紛争への介入
ソマリア（2004年）や南スーダン（2014年）などで発生した武力衝突の調停に関与した実績がある。